# Fumare fa tossire
Fumare fa tossire (Fumer fait tousser) è un film del 2022, scritto e diretto da Quentin Dupieux. 

## Trama
La Forza del Tabacco è un team di supereroi che usa le sostanze cancerogene delle sigarette per combattere i criminali. 
La Terra rischia di essere distrutta dal malvagio Lézardin. Fortunatamente, intervengono nell'impresa i paladini della giustizia. 

## Produzione
Secondo una dichiarazione dello stesso autore, Dupiuex ha scritto la sceneggiatura come omaggio ai suoi film preferiti adolescenziali. Tra i titoli menzionati, il cineasta ha, in particolare, preso ispirazione da Creepshow e Power Rangers.
Le riprese sono state effettuate nel mese di settembre del 2021. La location principale è il lago artificiale Peiroou (Saint-Rémy-de-Provence).

## Distribuzione
Mai uscito nelle sale italiane, il film è stato direttamente proposto in streaming. Venne presentato, in anteprima, al Torino Film Festival 2022. 

## Accoglienza
(MyMovies.it)
(Best Movie)